# Wigan
Wigan [ˈwɪɡən] ist eine Stadt in der britischen Grafschaft Greater Manchester. Sie liegt am Fluss Douglas westlich von Manchester. Wigan ist eine Industriestadt mit Metall-, Textil- und chemischer Industrie. Die Stadt zählt rund 87.100 Einwohner (Stand 1. Januar 2004) und ist Verwaltungssitz des Metropolitan Borough of Wigan mit mehr als 305.000 Einwohnern.

## Geschichte
Vor über 2000 Jahren siedelten Kelten auf dem heutigen Stadtgebiet. Später bauten die Römer dort Befestigungsanlagen und nannten den Ort Coccium.
Am 26. August 1246 erhielt Wigan das Stadtrecht. Im Mittelalter war die Stadt ein wichtiger Handelsknotenpunkt, in dem vor allem Metall gehandelt wurde.
Wigan war lange Zeit ein Standort der Schwerindustrie; die Wigan Coal and Iron Company hatte hier ihren Sitz und betrieb mehrere Kohlegruben in Wigan und Umgebung, u. a. die Kohlengrube Clock Face (Bergwerk) im nahe gelegenen Saint Helens. In Wigan gibt es eine Hochschule für Bergbau und Technik.
Sehenswert ist die wegen ihres normannischen Turmes bekannte „All Saints Church“.
George Orwell setzte der Stadt 1937 ein literarisches Denkmal mit dem Buch Der Weg nach Wigan Pier. Er beschrieb darin das Leben der Bergarbeiter. Alle Zechen wurden im Zuge der Deindustrialisierung Englands durch den Thatcherismus geschlossen, nachdem die Bergarbeiterstreiks von 1984/1985 erfolglos verlaufen waren. Armut und prekäre Arbeitsplätze sind in der Stadt heute sehr verbreitet.
Mit dem Adam Viaduct über den River Douglas und die Southgate Road hat Wigan die älteste Spannbetonbrücke des Vereinigten Königreichs.

## Verkehr

### Eisenbahn
Wigan besitzt zwei Bahnhöfe an Hauptstrecken. Der Bahnhof Wigan North Western wurde ursprünglich 1838 von der North Union Railway an dieser Stelle in Betrieb genommen und diente der Strecke zwischen Wigan und Preston und ist damit heute ein Teil der West Coast Main Line. Der Bahnhof befindet sich aber nicht, wie man meinen könnte am nordwestlichen Rand der Stadt, sondern sein Name leitet sich daher ab, dass die London and North Western Railway ihn 1846 in ihr Streckennetz aufnahm. Der Bahnhof Wigan North Western liegt genau so wie der 100 m von ihm entfernte Bahnhof Wigan Wallgate am südlichen Rand des Stadtzentrums von Wigan. Der Bahnhof Wigan Wallgate wurde 1848 von der Lancashire and Yorkshire Railway eingerichtet und dient der Verbindung zu den Bahnhöfen Manchester Piccadilly und Manchester Victoria sowie nach Southport.
Der Güterbahnhof südlich von Wigan North Western war Schauplatz des ersten Mordes an einem britischen Eisenbahn-Polizisten, als Sergeant Robert Kidd am 29. September 1895 beim Versuch, eine Diebesbande zu stellen, erstochen wurde. Die Diebe waren lokale Bergleute, die mit ihren Diebstählen aufgrund von Lohnkürzungen die Ernährung ihrer Familien sichern wollten.

### Binnenschifffahrt
Wigan liegt am Leeds and Liverpool Canal, der 1781 die Stadt von Westen her erreichte. Der Schiffsverkehr dient heute überwiegend touristischen Zwecken. Bereits 1741 wurde versucht, den Fluss Douglas im Rahmen des Projektes Douglas Navigation schiffbar zu gestalten, was aber technisch auf Dauer nicht zufriedenstellend gelang.

## Sport
Ab der Saison 2005 spielte der Fußballklub Wigan Athletic bis 2013 in der Premier League. 2013 wurde er auch erstmals englischer Pokalsieger, stieg jedoch im selben Jahr ab. Im Jahre 1995, bis zur Übernahme durch den einheimischen Unternehmer David Whelan, spielte der Klub noch in der dritten englischen Division.

## Söhne und Töchter der Stadt
- Gerrard Winstanley (1609–1676), protestantischer Reformer und politischer Aktivist des 17. Jahrhunderts, Anführer der True Levellers
- Charles Towne (1763–1840), Maler
- Marie Ault (1870–1951), Schauspielerin
- George Formby jr. (1904–1961), Musiker und Schauspieler
- Alan Danson (1933–1988), Radrennfahrer
- Roy Kinnear (1934–1988), Schauspieler
- Barry Mason MBE (1935–2021), Songschreiber
- Terence Wynn (* 1946), Politiker
- Fran Cotton (* 1947), Rugbyspieler
- Limahl (* 1958), Popsänger
- Greg Ellis (* 1968), Schauspieler
- Richard Ashcroft (* 1971), Musiker
- Simon Jones (* 1972), Musiker
- Simon Tong (* 1972), Musiker
- Christian Burns (* 1974), Musiker
- Martin Atkins (* 1975), Dartspieler
- Mickey Higham (* 1980), Rugbyspieler
- Kathryn Drysdale (* 1981), Schauspielerin
- Jenny Meadows (* 1981), Mittelstreckenläuferin
- Richard Handley (* 1990), Radrennfahrer
- Jason Lowe (* 1991), Fußballspieler
- Chris Lawless (* 1995), Radrennfahrer
- Harry Coppell (* 1996), Leichtathlet, Stabhochspringer
- Keely Hodgkinson (* 2002), Mittelstreckenläuferin, Olympiasiegerin
- Lucy Thomas (* 2004), Popsängerin